# Eleição para Presidente da Assembleia da República Portuguesa de 2011
A eleição para Presidente da Assembleia da República de 2011 decorreu nos dias 20 e 21 de junho de 2011, tendo sido eleita Assunção Esteves, a primeira mulher a ser eleita Presidente da Assembleia da República. Para que fosse eleita eram necessários os votos de 116 dos 230 deputados.
A estas eleições concorreram Fernando Nobre e Assunção Esteves (ambos apoiados pelo Partido Social Democrata, sendo esta última também apoiada pelo CDS-PP).
Após dois escrutínios que resultaram na não eleição de Fernando Nobre, este desistiu e Assunção Esteves candidatou-se, vencendo com 186 votos.

## Processo de eleição
No início de cada legislatura, existe um breve período logo no começo da 1.ª sessão legislativa, em que não existe Presidente da Assembleia da República. Uma vez que, e de acordo com a Constituição, o seu mandato termina no início da nova legislatura e não com a tomada de posse do novo Presidente. Resulta que a praxe parlamentar, que tem força de norma, tem sido a de o líder do partido com o maior número de deputados eleitos convidar a presidir em exercício de funções o antigo Presidente da Assembleia da República, caso este seja deputado eleito. De contrário segue precedências, um dos anteriores vice-presidentes, o deputado mais antigo, o deputado mais velho. A relevância desta situação é pouco significativa, sendo mais uma curiosidade, uma vez que a primeira e única função do Presidente em exercício é promover a eleição e conferir posse ao novo Presidente.
Para se ser eleito Presidente da Assembleia da República Portuguesa, uma candidatura deve ser subscritas por um mínimo de um décimo e um máximo de um quinto do número de Deputados e obter maioria absoluta dos votos dos deputados em efetividade de funções. Se tal não acontecer, uma segunda volta é realizada com as duas candidaturas mais votadas. Se nenhuma candidatura obtiver a maioria absoluta dos votos, o processo é reaberto.

## Candidaturas

### Candidaturas declaradas
| Candidato (nome e idade) | Candidato (nome e idade) | Candidato (nome e idade) | Histórico político | Ref.  |
| ------------------------ | ------------------------ | ------------------------ | --- | ----- |
| Assunção Esteves (54)    | Assunção Esteves         |                          | Deputada à Assembleia da República (1987-1989; 2002-2004; 2011-2015) Juíza conselheira do Tribunal Constitucional (1989-1998) | [ 4 ] |

### Candidaturas retiradas
| Candidato (nome e idade) | Candidato (nome e idade) | Candidato (nome e idade) | Histórico político                                                                             | Ref.  |
| ------------------------ | ------------------------ | ------------------------ | ---------------------------------------------------------------------------------------------- | ----- |
| Fernando Nobre (59)      | Fernando Nobre           |                          | Deputado à Assembleia da República (2011) Presidente da AMI - Assistência Médica Internacional | [ 5 ] |

### Candidaturas especuladas
| Candidato (nome e idade)    | Candidato (nome e idade) | Candidato (nome e idade) | Histórico político | Ref.  |
| --------------------------- | ------------------------ | ------------------------ | --- | ----- |
| Guilherme Silva (67)        | Guilherme Silva          |                          | Deputado à Assembleia da República (1987-2015) Presidente do Grupo Parlamentar do PSD (2002-2005) Vice-Presidente da Assembleia da República (1987-1991)                     | [ 4 ] |
| João Bosco Mota Amaral (68) | João Bosco Mota Amaral   |                          | Presidente da Assembleia da República (2002-2005) Deputado à Assembleia da República (1969-1973; 1975-1976; 1995-2015) Presidente do Governo Regional dos Açores (1976-1995) | [ 4 ] |

## Resultados
| Candidato               | Candidato               | Partidos apoiantes      | 1.ª Volta | 1.ª Volta       | 2.ª Volta | 2.ª Volta       | 3.ª Volta | 3.ª Volta       |
| Candidato               | Candidato               | Partidos apoiantes      | Votos     | %               | Votos     | %               | Votos     | %               |
| ----------------------- | ----------------------- | ----------------------- | --------- | --------------- | --------- | --------------- | --------- | --------------- |
|                         | Fernando Nobre          | PPD/PSD                 | 106       | 46,49 / 100,00  | 105       | 45,65 / 100,00  | Desistiu  | Desistiu        |
|                         | Assunção Esteves        | PPD/PSD, CDS-PP         |           |                 |           |                 | 186       | 80,87 / 100,00  |
| Votos inválidos         | Votos inválidos         | Votos inválidos         | 122       | 53,51 / 100,00  | 123       | 53,48 / 100,00  | 43        | 18,70 / 100,00  |
| Total                   | Total                   | Total                   | 228       | 100,00 / 100,00 | 228       | 100,00 / 100,00 | 229       | 100,00 / 100,00 |
| Eleitorado/Participação | Eleitorado/Participação | Eleitorado/Participação | 230       | 99,13 / 100,00  | 230       | 99,13 / 100,00  | 230       | 99,57 / 100,00  |
| Votos necessários       | Votos necessários       | Votos necessários       | 116       |                 | 116       |                 | 116       |                 |
| Fonte                   | Fonte                   | Fonte                   | [ 6 ]     | [ 6 ]           | [ 6 ]     | [ 6 ]           | [ 6 ]     | [ 6 ]           |